# 百道出入口

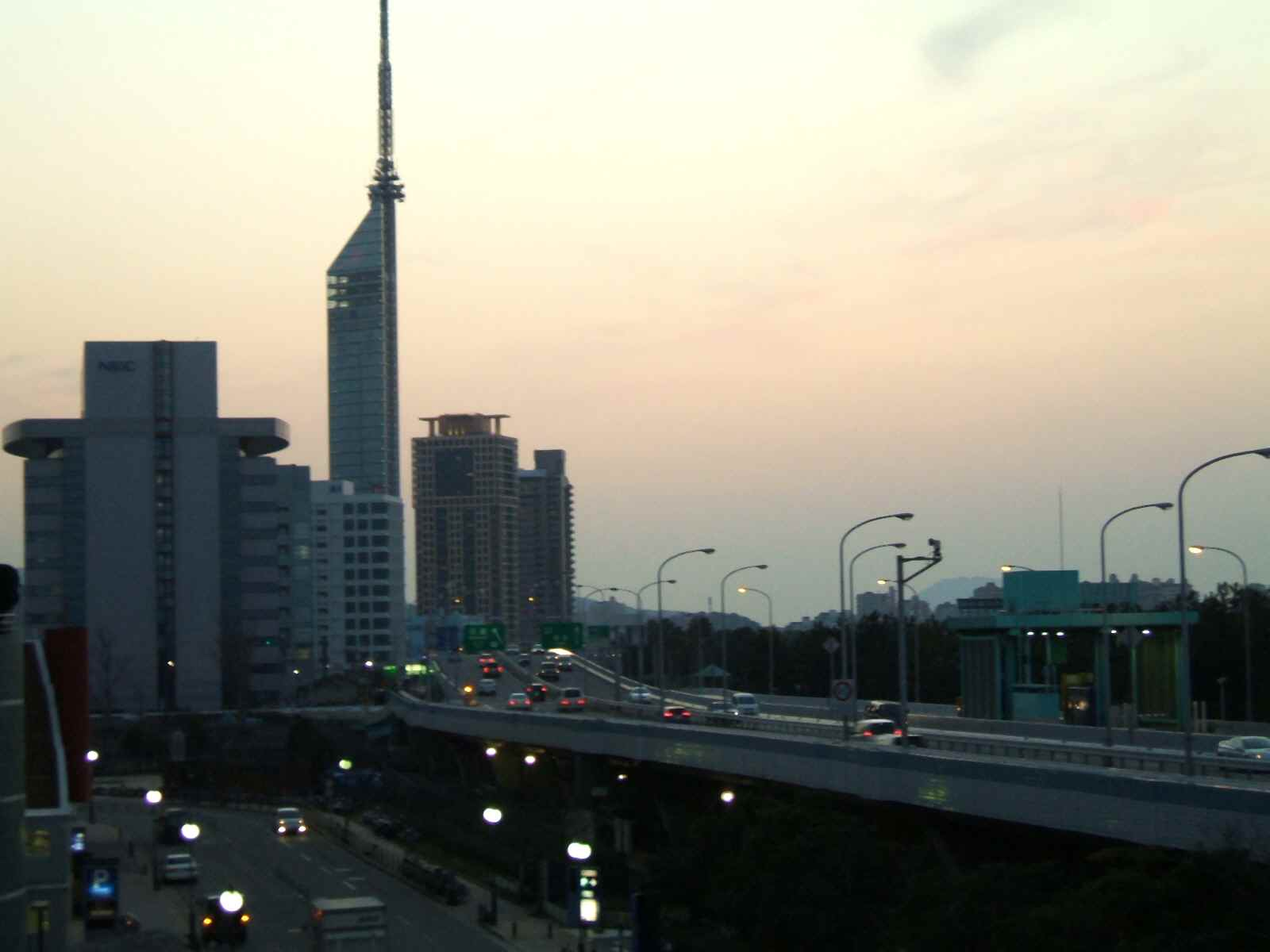
百道出入口周辺（西公園出入口方より）

百道出入口（ももちでいりぐち）は、福岡県福岡市早良区にある福岡高速道路環状線の出入口。千鳥橋方面（香椎東、福岡インターチェンジ、大宰府インターチェンジ）へ向かう入口・料金所と福重方面（西九州道、野芥、野多目）へ向かう入口・料金所が別の場所にある。

出入口の写真
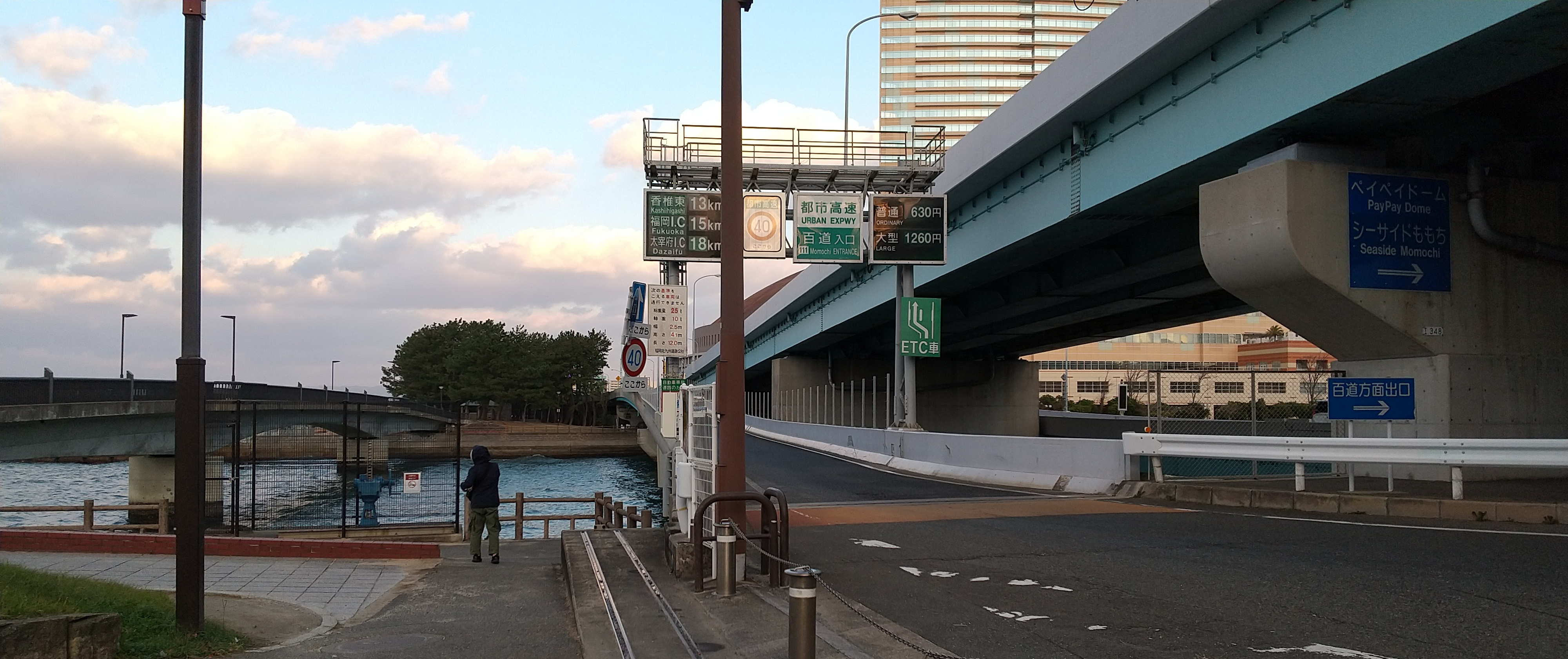
百道入口の環状線外回り・天神方面
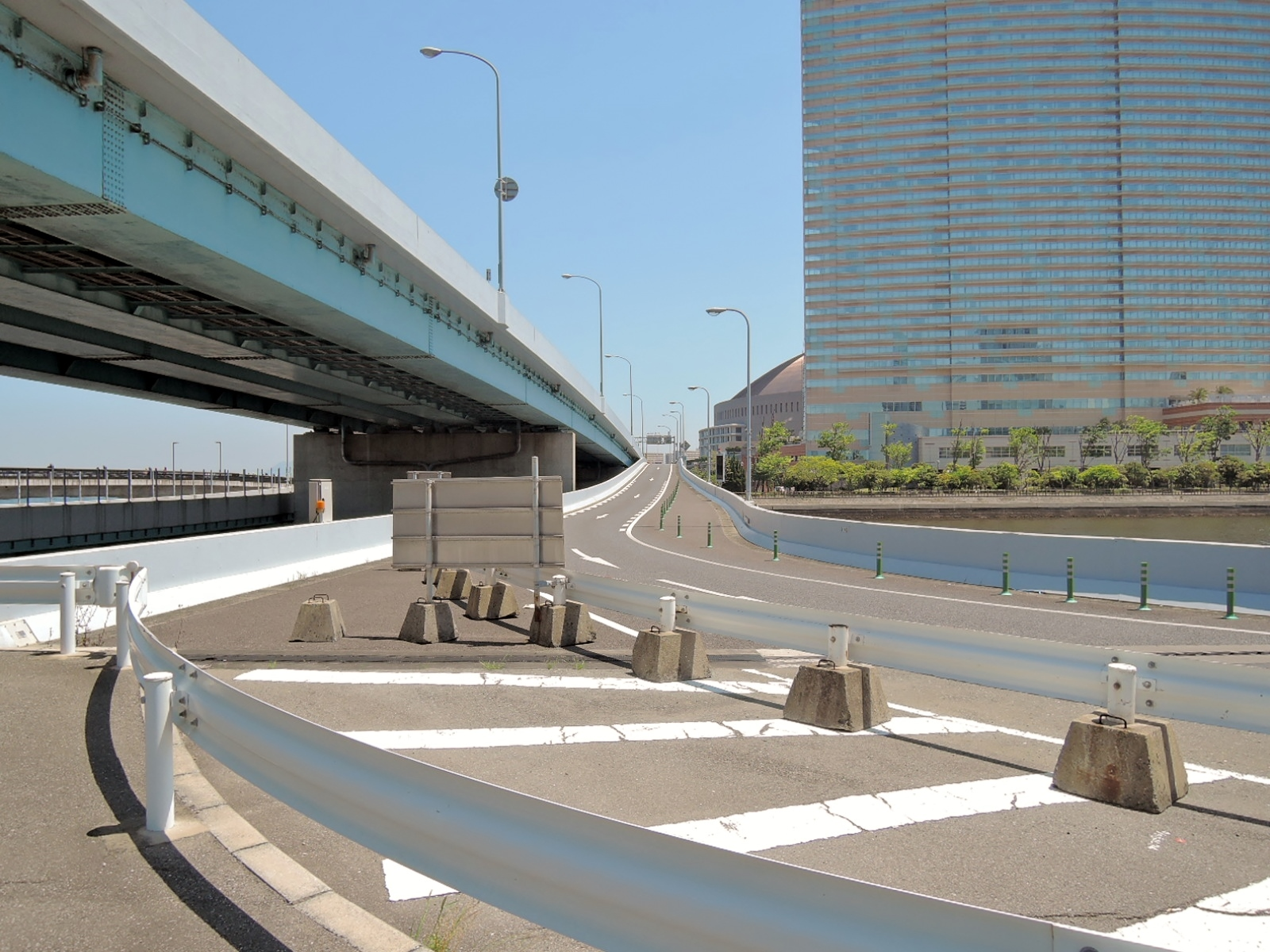
百道出入口の香椎、天神方面からの出口（右側はヒルトン福岡シーホーク、その奥は福岡PayPayドーム）
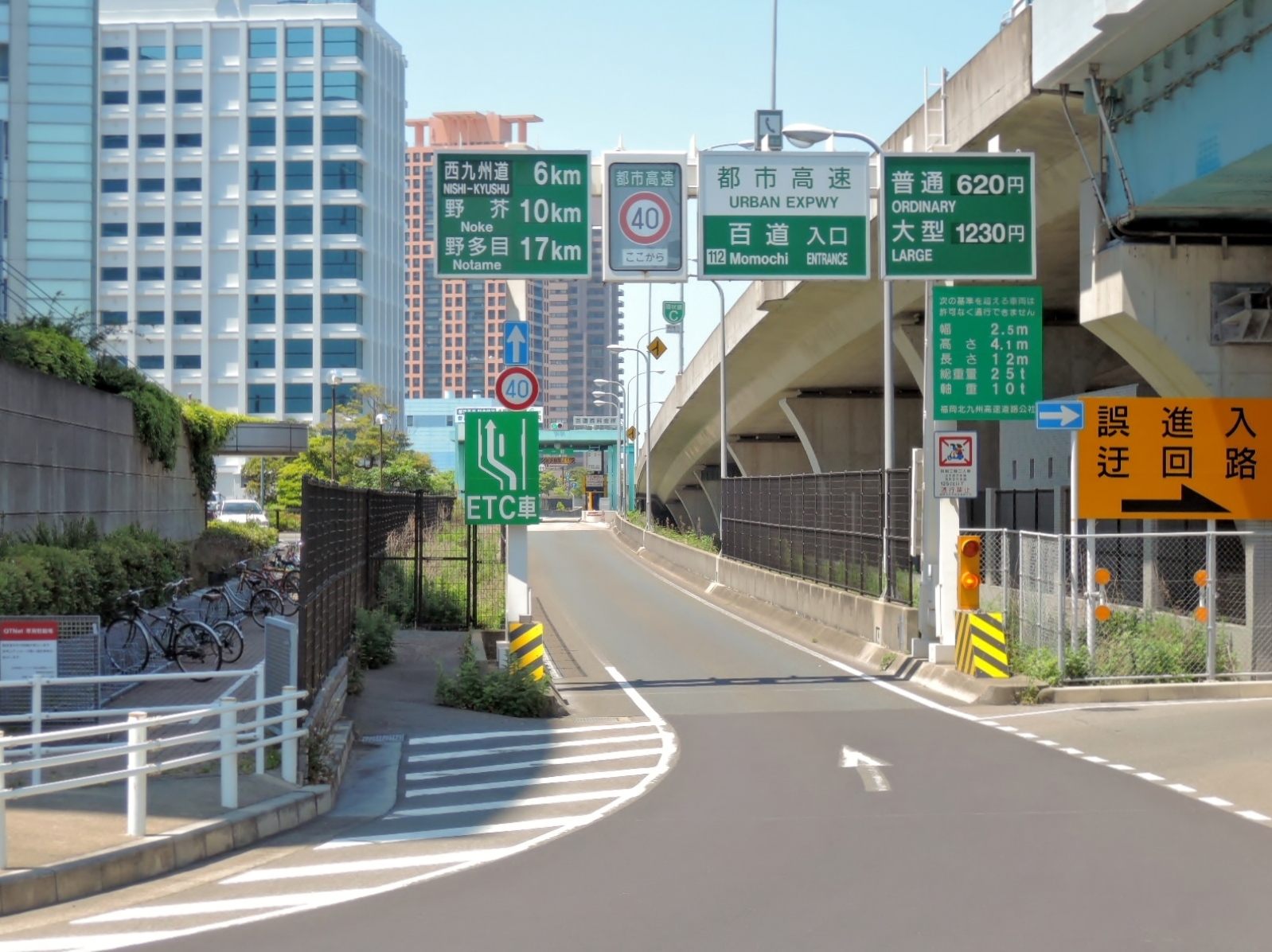
百道出入口の環状線内回り・姪浜方面（姪浜、福重、前原方面へ向かう百道西料金所の入口）

## 概要
シーサイドももちのほぼ中央、百道浜地区と地行浜地区の境界付近に位置する。西新や藤崎方面も当ランプが近い。
博多駅・天神地区とシーサイドももち地区を結ぶ都市高速経由のバスは、ここと隣の西公園出入口の2か所で都市高速に乗り降りするが、当出入口を経由する路線は臨時便を除きPayPayドームを経由せず、福岡タワーへ直行する。

## 料金所
ブース数：4

### 百道東料金所（天神北・香椎・水城方面）
- ブース数：2
  - ETC専用：1
  - 一般：1

### 百道西料金所（姪浜・今宿・前原方面）
- ブース数：2
  - ETC専用：1
  - 一般：1

## 周辺
- 福岡タワー
- テレビ西日本
- RKB毎日放送
- マリゾン
- 福岡市総合図書館
- 福岡市博物館
- 福岡市急患診療センター
- 福岡SRPセンタービル
- 福岡山王病院
- 国立病院機構九州医療センター
- 富士通九州システム
- 九州マルチメディアセンター
- みずほPayPayドーム福岡
- MARK IS 福岡ももち
- ヒルトン福岡シーホーク
- ホークスタウン
- ホテルツインズももち
- ハイアットレジデンシャルスイート福岡
- 福岡市消防局早良消防署
- AITビル
- Mタワー
- 福岡市立百道浜小学校
- シーサイドももち海浜公園
- ネクサスももち レジデンシャルタワー
- 福岡市立福岡中央特別支援学校
- 福岡市発達教育センター
- SAWARAPIA（福岡県立ももち文化センター）

## 隣
福岡高速環状線
(113)愛宕出入口 - (112,111)百道出入口 - (110)西公園出入口